# Amazon Silk
Amazon Silk（アマゾン シルク）は、FireタブレットやAmazon Fire TV向けにAmazonが開発したウェブブラウザである。迅速な反応を企図し、プロセスをAmazonのクラウドサーバーで処理する分割アーキテクチャとフロントエンドにBlinkを用いる。全てのKindle fire/fire/fire tvで、販売時にプリインストールされて最新版に都度更新される。2017年12月にfire tv向けが提供開始され、同時期に提供を開始したAndroid版はシステム要件がAndroid 5.1.1以降である。

## 概要
インターフェイスなどはChromiumを基盤とする。Fire OS3から名称表示がSilkブラウザと変更された。ブラウザのバージョン表示を7回程度連打してオプション機能が有効となる。GoogleのSPDYプロトコルを用いて反応の迅速化を企図している。
プライバシーとセキュリティに関する懸念が報告されているが、Amazonサーバーを経由するクラウド処理は設定により可否を変更可能であった。
Amazon Kindle fire/ Fire タブレット/ fire tv のみが採用し、ウェブブラウザ市場の占有率は1パーセント程度である。リリース直後はウェブサイトやプログラムで互換性に難が見られたが、バージョンの更新に連れてAndroid標準ブラウザと同程度に向上している。
アンインストールはできず、Amazon App Storeで代替ブラウザの配布は無い。
Amazon Silkの名称は、Kindle FireとAmazon EC2サーバーをつなぐ様子を「目に見えない絹糸が2つのものを極めて頑丈につなげる」ことに例えて名付けられた。